# James McKernan
James McKernan FRS (Londres, 19 de março de 1964) é um matemático britânico, professor de matemática da Universidade da Califórnia em San Diego. Foi professor do Instituto de Tecnologia de Massachusetts (MIT) de 2007 a 2013.
McKernan recebeu o Prêmio Cole de 2009, e o Clay Research Award de 2007. Ambos os prêmios foram recebidos juntamente com seu colega Christopher Hacon. Foi palestrante convidado do Congresso Internacional de Matemáticos em Hyderabad (2010). Recebeu com Christopher Hacon o Breakthrough Prize in Mathematics de 2018.